# Треморель
Треморе́ль (фр. Trémorel, брет. Tremorae, галло Termorae) — коммуна во Франции, находится в регионе Бретань. Департамент — Кот-д’Армор. Входит в состав кантона Брон. Округ коммуны — Сен-Бриё.
Код INSEE коммуны — 22371.

## География
Коммуна расположена приблизительно в 350 км к западу от Парижа, в 50 км западнее Ренна, в 50 км к юго-востоку от Сен-Бриё.

## Население
Население коммуны на 2016 год составляло 1 160 человек.
| 1962 | 1968 | 1975 | 1982 | 1990 | 1999 | 2008 | 2016 |
| ---- | ---- | ---- | ---- | ---- | ---- | ---- | ---- |
| 1169 | 1202 | 1123 | 971  | 954  | 915  | 1077 | 1160 |

## Экономика

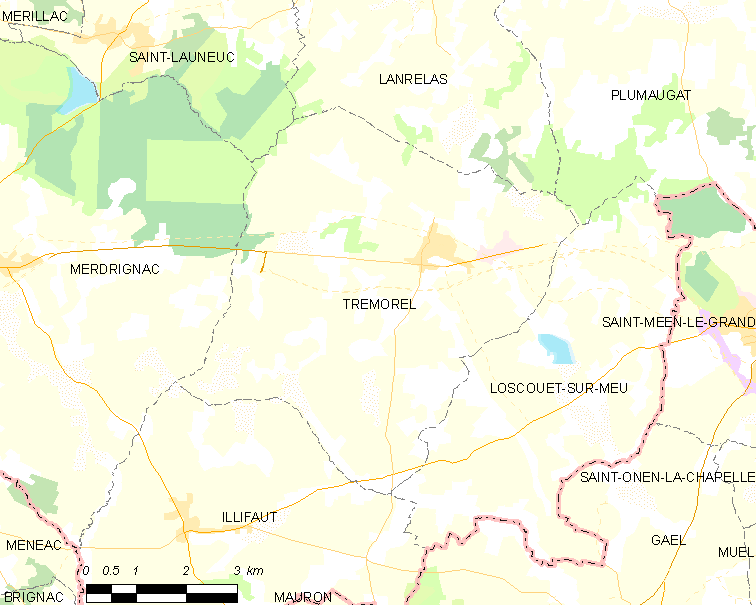
Карта коммуны

В 2007 году среди 649 человек в трудоспособном возрасте (15—64 лет) 524 были экономически активными, 125 — неактивными (показатель активности — 80,7 %, в 1999 году было 72,3 %). Из 524 активных работали 498 человек (276 мужчин и 222 женщины), безработных было 26 (11 мужчин и 15 женщин). Среди 125 неактивных 51 человек были учениками или студентами, 47 — пенсионерами, 27 были неактивными по другим причинам.